# جيم آدامز (لاعب كرة قاعدة)
جيم آدامز (بالإنجليزية: Jim Adams)‏ هو لاعب كرة قاعدة أمريكي، (ولد في سانت لويس الشرقية ‏ في الولايات المتحدة 1868  م).

## وصلات خارجية
- جيم آدامز على موقع دوري كرة القاعدة الرئيسي (الإنجليزية)
- جيم آدامز على موقعبيزبول رفرنس.كوم (الدوري الرئيسي) (الإنجليزية)
- جيم آدامز على موقعبيزبول رفرنس.كوم (الدوري الثانوي) (الإنجليزية)
- جيم آدامز على موقع إي إس بي إن.كوم (أم.أل.بي) (الإنجليزية)
- جيم آدامز على موقع مشجعي الرسوم البيانية (الإنجليزية)